# Powiat Wittmund
Powiat Wittmund (niem. Landkreis Wittmund) – powiat w niemieckim kraju związkowym Dolna Saksonia. Siedziba powiatu znajduje się w mieście Wittmund.

## Podział administracyjny
Powiat Wittmund składa się z:
- 1 miasta
- 3 samodzielnych gmin (niem. Einheitsgemeinde)
- 2 gmin zbiorowych (Samtgemeinde)

Miasta:
| Lp. | Nazwa miasta | Ludność (31.12.2008) | Powierzchnia km² |
| --- | ------------ | -------------------- | ---------------- |
| 1   | Wittmund     | 21.031               | 210,00           |

Gminy samodzielne:
| Lp. | Nazwa gminy | Ludność (31.12.2008) | Powierzchnia km² |
| --- | ----------- | -------------------- | ---------------- |
| 1   | Friedeburg  | 10.563               | 164,00           |
| 2   | Langeoog    | 1.933                | 19,67            |
| 3   | Spiekeroog  | 780                  | 18,25            |

Gminy zbiorowe:
| Lp. | Nazwa gminy | Ludność (31.12.2008) | Powierzchnia km² | Liczba gmin |
| --- | ----------- | -------------------- | ---------------- | ----------- |
| 1   | Esens       | 14.218               | 162,11           | 7           |
| 2   | Holtriem    | 8.967                | 82,95            | 8           |